# Nicholas Andrew Rey
Nicholas Andrew Rey (ur. 23 stycznia 1938 w Warszawie, zm. 13 stycznia 2009 w Waszyngtonie) – amerykański polityk i dyplomata, ambasador Stanów Zjednoczonych w Polsce w latach 1993–1997.
We wrześniu 1939 uciekł z rodziną do Stanów Zjednoczonych. W 1946 otrzymał amerykańskie obywatelstwo. Ukończył studia na Uniwersytecie Princeton oraz Uniwersytecie Johnsa Hopkinsa. Pracował jako bankier inwestycyjny w Merrill Lynch oraz Bear Stearns.
Związany był z Partią Demokratyczną. Z nominacji prezydenta Billa Clintona w latach 1993–1997 pełnił funkcję ambasadora w Polsce.
Za wybitne zasługi w rozwijaniu dwustronnych stosunków między Rzecząpospolitą Polską a Stanami Zjednoczonymi Ameryki został w 1998 roku odznaczony Krzyżem Komandorskim z Gwiazdą Orderu Zasługi Rzeczypospolitej Polskiej.
Był potomkiem Mikołaja Reja.